# حنقلان ترانسفالي
حنقلان ترانسفالي (الاسم العلمي:Euryops transvaalensis) هو نوع من النباتات يتبع جنس الحنقلان من الفصيلة النجمية.